# La Secte des cannibales
Pour plus de détails, voir Fiche technique et Distribution.
La Secte des cannibales (titre original : Mangiati vivi!) est un film italien réalisé par Umberto Lenzi, sorti en 1980.

## Synopsis
New York, 1980. La ville est frappée par une série de meurtres au moyen de flèches trempées dans du venin de cobra. À la suite d'un accident de la circulation au cours duquel l'assassin a trouvé la mort, la police locale découvre un film appartenant à Diana Morris (Paola Senatore), et elle convoque sa sœur Sheila (Janet Agren) dans l'espoir d'un indice.
Sheila elle-même, inquiète du sort de sa sœur dont elle n'a pas de nouvelles depuis longtemps, part en secret à sa recherche. L'analyse de la video semble conduire à une communauté religieuse new-yorkaise appelée Secte de la Purification, qui aux ordres du gourou Melvyn Jonas (Ivan Rassimov) a fondé un village au cœur de la jungle de Nouvelle-Guinée, après que quelques mois plus tôt il a convaincu la secte tout entière de s'y réfugier pour rejeter la civilisation occidentale et revenir aux origines, sans se préoccuper des dangers qu'offrent l'environnement hostile et les tribus indigènes cannibales.
Arrivée sur les lieux, Sheila engage Mark Butker (Robert Kerman) pour lui servir de guide dans la jungle, c'est un déserteur qui a fui le Vietnam et s'est réfugié là-bas. Après avoir échappé à mille dangers tous les deux rejoignent le Village de la Purification où enfin ils rencontrent Diana Morris. Malheureusement les dangers ne font que commencer pour les protagonistes, parce qu'il apparaît que le gourou Jonas s'adonne aux pires pratiques sadiques et manipulatrices et par tous les moyens possibles s'oppose à leur départ.
De New York, entre-temps, des secours sont arrivés en hélicoptère, et en les voyant Jonas convainc la secte tout entière de se suicider en masse. Au milieu des suicides, des meurtres et d'actes de cannibalisme, seuls Mark et Sheila réussiront à s'enfuir et seront sauvés pendant que dans le chaos du sauvetage Jonas arrive à faire perdre sa trace.
Sheila Morris, qui avait un moment été financièrement à son aise, découvre finalement qu'elle est réduite à la misère parce qu'avant son départ sa sœur a fait don à Jonas de la totalité du patrimoine familial.

## Critique
Dans ce film, Umberto Lenzi revient au genre cannibale qu'il avait inauguré en 1972 avec Au pays de l'exorcisme (en italien : Il paese del sesso selvaggio, Le pays du sexe sauvage). Il reprend ici les thèmes de ce film, avec encore plus de cannibalisme et une réutilisation de certaines scènes, en particulier la mort de Me Me Lay.

## Fiche technique
- Titre : La Secte des cannibales
- Titre original : Mangiati vivi!
- Titre international : Eaten Alive!
- Réalisation : Umberto Lenzi
- Scénario : Umberto Lenzi
- Production : Mino Loy et Luciano Martino
- Musique : Roberto Donati et Fiamma Maglione
- Photographie : Federico Zanni
- Montage : Eugenio Alabiso
- Décors : Massimo Antonello Geleng
- Costumes : Massimo Antonello Geleng
- Pays d'origine : Italie
- Format : Couleurs - 1,66:1 - Mono - 35 mm
- Genre : Aventure, horreur
- Durée : 92 minutes
- Public : Interdit aux moins de 18 ans lors de sa sortie en France, actuellement interdit aux moins de 16 ans
- Date de sortie : 20 mars 1980 ( Italie)

## Distribution
- Robert Kerman (VF : Daniel Gall) : Mark Butler
- Janet Ågren (VF : Martine Messager) : Sheila Morris
- Ivan Rassimov (VF : Gérard Dessalles) : Jonas Melvyn
- Paola Senatore (VF : Béatrice Delfe[1]) : Diana Morris
- Me Me Lai : Mowara
- Fiamma Maglione : Alma
- Franco Fantasia (VF : Raoul Delfosse) : frère Reeves
- Franco Coduti (VF : Jean-François Devaux) : Karan
- Mel Ferrer (VF : Michel Bardinet) : le professeur Carter
- Carlos Longhi (VF : Hervé Jolly) : Dick
- Gerald Grant (VF : Jean-Louis Maury) : Creal
- Michele Schmiegelia : une indigène

## Autour du film
- Le tournage s'est déroulé en Italie, à New York, aux chutes du Niagara et au Sri Lanka.
- Le film utilise de nombreux stock-shots. Certains massacres d'animaux sont issus de Au pays de l'exorcisme (1972), l'un des meurtres provient du Dernier Monde cannibale (1977) et quelques scènes sont également tirées de La Montagne du dieu cannibale (1978)[2].
- Tout comme La Secte de l'enfer (1979), La Secte des cannibales s'inspire largement de la secte américaine du Temple du Peuple, qui s'était installée  au Guyana et qui est principalement connue pour le suicide collectif de 914 de ses adeptes à l'instigation de son gourou, Jim Jones.
- Dans le film retrouvé par la police, on peut distinguer le grand Bouddha couché du site de Polonnâruvâ.

## Bande originale
- Toccata et Fugue en ré mineur, composé par Jean-Sébastien Bach
- The Battle Hymn of the Republic, composé par Julia Ward Howe